# Francesco Maria Grimaldi
Francesco Maria Grimaldi (Bolonha, 2 de abril de 1618 — Bolonha, 28 de dezembro de 1663) foi um padre Jesuíta, físico e matemático italiano. 

## Obra científica

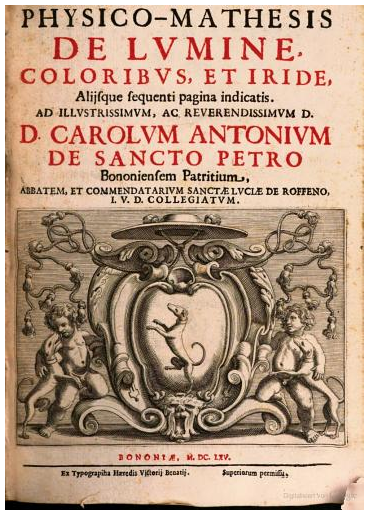
Imagem de Grimaldi Livro.

Realizou diversos experimentos para entender a luz. Descobriu e descreveu o fenômeno que deu o nome de difração. Além disto, observou a presença de manchas luminosas nas sombras de objetos opacos. Sua obra ajudou a torna mais evidente a natureza ondulatória da luz.
Entre 1640 e 1650, trabalhando com o também padre Giovanni Battista Riccioli, ele investigou a livre queda de objetos, confirmando que a distância da queda era proporcional ao quadrado do tempo gasto. Grimaldi e Riccioli também fizeram um cálculo da constante gravitacional registrando as oscilações de um pêndulo preciso.
Em astronomia, ele construiu e usou instrumentos para medir montanhas lunares, bem como a altura das nuvens, e desenhou um mapa preciso ou selenógrafo, publicado por Riccioli e agora adorna a entrada do Museu National Air and Space, em Washington DC.

## Publicações selecionadas
- Physico-mathesis de lumine, coloribus et iride aliisque adnexis (em latim). Girolamo Bernia: Johann Zieger. 1665

O trabalho é lembrado principalmente por ser o primeiro relato de difração. No trabalho, ele se preocupou principalmente com duas questões:
1. A luz é uma substância ou um acidente [aproximadamente o mesmo que "propriedade"]?
2. Qual é a relação entre luz e cor?

Ele argumentou que a luz é provavelmente um fluido sutil (portanto, uma substância), embora ainda possa ser um acidente (como os aristotélicos acreditavam). Ele também argumentou que a cor está associada a ondulações do fluido sutil.